# エミール・エルレンマイヤー
リヒャルト・アウグスト・カール・エミール・エルレンマイヤー（Richard August Carl Emil Erlenmeyer、1825年6月28日－1909年1月22日）は、タウヌスシュタイン生まれのドイツの化学者、薬学者である。

## 人物
薬学を修めた後、数年間を薬剤師として過ごした。ギーセンではユストゥス・フォン・リービッヒ、ハイデルベルクではアウグスト・ケクレの下で学んだ。またロベルト・ブンゼンの下で化学肥料について学んだ。
エルレンマイヤーは1868年から1883年までミュンヘン工科学校で化学の教授を務め、イソ酪酸など様々な有機化合物の発見や合成を行った。1861年には三角フラスコを発明し、これは彼の名前にちなんでエルレンマイヤーフラスコと呼ばれている。またナフタレン分子は2個の炭素原子を共有した2つのベンゼン分子からなる構造であることを発見した。
1880年、彼はケト-エノール互変異性に関するエルレンマイヤー則を提案した。これは、二重結合に直接結合する水酸基を持つ全てのアルコールは、アルデヒドにもケトンにもなりうるというものである。
1883年には健康上の理由から、研究の一線からは身を引いたが、それ以降も相談役は続けた。彼は1909年にアシャッフェンブルクで亡くなった。